# Emil Hegetschweiler
Emil Johann Hegetschweiler, född 15 oktober 1887 i Zürich, Schweiz, död 1 oktober 1959 i Zürich, Schweiz, var en schweizisk skådespelare. 

## Filmografi
- 1938 - Skyttesoldat Wipf
- 1955 - Uli, der Pächter
- 1957 - Bäckerei Zürrer
- 1959 - Café Odeon